# Reliant Fox
El Reliant Fox es un coche hecho de fibra de vidrio para Reliant Motor Company en Tamworth, Inglaterra, entre los años 1983 y 1990. Tenía un motor de 850 cc y compartía elementos como el chasis o el motor con el Reliant Kitten.

## Historia
A finales de 1970, MeBeA, una empresa de coches de Grecia, diseñó un vehículo comercial pequeño considerado por las autoridades como "vehículo de transporte ligero". A partir de este momento, esta clase de microcoches hicieron entrada en el mercado europeo del siglo XX, Reliant lo hizo con dos coches: el Reliant Fox y el Reliant Kitten, ambos con un diseño bastante similar
Este coche fue vendido en Grecia con el nombre de Fox MeBeA entre 1979 y 1983. Debido a las normas sobre la venta de estos coches, sus ventas cayeron estrepitosamente en dicho país, habiéndose producido en torno a las 3000 unidades.
Después de este suceso, Reliant empezó a comerciar este coche en Reino Unido, vendiendo alrededor de 600 vehículos para todo el país.